# Фижак
Вижте пояснителната страница за други значения на Фижак.
Фижа̀к (на френски: Figeac, [fiʒak]) е град в южна Франция, административен център на окръг Фижак в департамент Лот на региона Окситания. Населението му е около 9 800 души (2013).
Разположен е на 291 m надморска височина в подножието на Централния масив, на 47 km югозападно от Орияк и на 119 km североизточно от Тулуза. Селището възниква около манастир, основан от Пипин Къси през 753 г. То е център на агломерация с население около 17 хиляди души, включваща още Капденак, Капденак Гар, Люнан и Планиол.
В памет на родения във Фижак Ж.-Ф. Шамполион (египтологът, разшифровал египетските йероглифи) в центъра на града е поставен паметник в негова чест – гигантски Розетски камък, изработен от американския скулптор Джоузеф Кошут. В града също има и музей на Шамполион.

## Известни личности
Родени във Фижак
- Шарл Боайе (1899 – 1978), актьор
- Жан-Франсоа Шамполион (1790 – 1832), историк

Починали във Фижак
- Франсоа Фюре (1927 – 1997), историк